# 張川田
張川田（1945年8月15日—2006年9月10日），台灣政治人物，民主進步黨籍，為民主進步黨創黨黨員。在臺灣日治時期出生於臺北州宜蘭郡礁溪，歷任第2、3屆國民大會代表，第4、5、6屆立法委員，立法院民進黨黨團副召集人等職務。
張川田在立委任內極為關心交通建設，積極為地方爭取重大建設，任內大力推動興建北宜直線鐵路。在北宜高速公路平原線（宜蘭頭城段至蘇澳段）規劃時，交通部曾有意將這個路段以BOT方式進行，但是因為張川田的堅持，這項交通建設最後才改由政府編列足額預算，並順利完工啟用。
年輕時的張川田脾氣火爆，1993年4月15日，當時國民大會召開臨時會舉行考試院長資格審查會，張川田不滿院長被提名人選邱創煥在接受質詢時的態度，憤而在走下質詢台後賞了邱創煥兩個耳光。張川田也靠著此次事件成功炒作自己的知名度，一度成為政治上的焦點人物。
2006年8月24日，張川田因長期積勞成疾出現身體不適，之後並出現口部及耳朵流血不止的現象，病情未有好轉，於9月10日凌晨因多重器官衰竭於礁溪老家逝世。

## 選舉紀錄
| 年度 | 選舉屆數               | 選舉區           | 所屬政黨   | 得票數    | 得票率 | 當選標記 | 備註     |
| ---- | ---------------------- | ---------------- | ---------- | --------- | ------ | -------- | -------- |
| 1991 | 第二屆國民大會代表選舉 | 全國不分區選舉區 | 民主進步黨 | 2,036,271 | 23.3%  |          | 排名第15 |
| 1996 | 第三屆國民大會代表選舉 | 宜蘭縣第一選舉區 | 民主進步黨 | 40,037    | 36.69% |          |          |
| 1998 | 第四屆立法委員選舉     | 宜蘭縣選舉區     | 民主進步黨 | 25,098    | 13.60% |          |          |
| 2001 | 第五屆立法委員選舉     | 宜蘭縣選舉區     | 民主進步黨 | 34,991    | 17.15% |          |          |
| 2004 | 第六屆立法委員選舉     | 宜蘭縣選舉區     | 民主進步黨 | 59,585    | 32.27% |          |          |